# Giovanni da Vigo
Giovanni da Vigo (1450-1525) fou un cirurgià italià. Va estudiar amb Battista di Rapallo, cirurgià del marquès de Saluzzo. Va passar els seus primers anys de pràctica a Gènova i avui dia hi ha una estàtua seva davant de l'antic hospital cívic de Rapallo.

## Biografia
El 1495, da Vigo es trasllada a Savona i es familiaritza amb el cardenal Giuliano della Rovere. Quan el cardenal va ser elegit com papa Juli II el 1503, es va emportar a da Vigo amb ell a Roma i el va designar com el seu cirurgià oficial. De fet, va estar amb el papa en l'atac a Bolonya i el va guarir d'un nòdul a la mà.
El 1514, da Vigo publicava Practica in arte chirurgica copiosa, un treball complet sobre cirurgia format per nou llibres i escrits en llatí. El va dedicar al seu fill, Luigi. En ell, da Vigo va escriure sobre l'anatomia, els medicaments i el tractament de l'apòstom, úlceres, ferides, malalties i fractures i luxacions.
El llibre sobre les ferides incloïa una de les primeres discussions sobre el tractament de les ferides causades per les armes de foc. Va suposar que les víctimes d'aquestes ferides eren enverinades per la pólvora i va recomanar un tractament amb oli bullent per tal de contrarestar el verí. Ambroise Paré el 1536, com a cirurgià del coronel general Mareschal de Montjean, va descobrir que aquest tractament era contraproduent i va recomanar tractaments diferents. El llibre sobre malalties va tractar la malaltia francesa (que s'equipara generalment amb la sífilis actual).
El 1517, da Vigo va publicar la Practica compendiosa que abastava la major part del mateix material que la seva Pràctica, d'una forma molt més condensada. Els dos llibres de da Vigo es van imprimir habitualment junts i sovint juntament amb un altre compendi de cirurgia de Mariano Santo que va dir que havia estat estudiant de da Vigo i que després es faria famós pel seu treball en el tractament de les pedres de la bufeta.
Tot i que avui en dia només és conegut pel seu tractament equivocat de les ferides de pistola, el primer llibre sobre cirurgia de da Vigo va tenir un èxit enorme. Va ser traduït a l'anglès, al llatí, a l'italià i al francès i es va reimprimir desenes de vegades als segles xvi i xvii, cosa que el va convertir en un dels cirurgians més coneguts d'aquells dies.

## Obres
- Practica in art chirurgica copiosa (Roma, 1514). El llibre va passar per nombroses edicions i traduccions. L'edició llatina de 1519 està en línia
- Practica compendiosa (Roma, 1517). Sovint imprès amb el Pràctica.
- El 1543 es va publicar una traducció anglesa de Bartolomé Traheron titulada "The moste Excellent Workes of Chirurgerye made by and sethe for by Maister John Vigon, heur chirurgien of our tyme in Italy".[4]